# Nebulosa solare

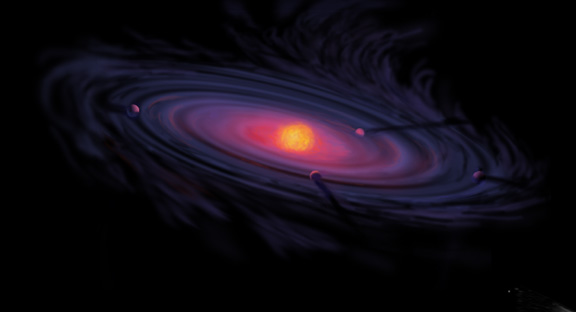
Rappresentazione artistica di un sistema planetario in formazione.

L'ipotesi della nebulosa solare (SNDM, acronimo dell'inglese Solar Nebular Disk Model) è il modello maggiormente accettato dalla comunità scientifica per spiegare la formazione del sistema solare e, più in generale, dei pianeti e dei sistemi planetari. Nella sua prima formulazione, l'ipotesi fu proposta nel 1734 da Swedenborg e successivamente ripresa e riadattata da Kant, che riconosce apertamente il suo debito nei confronti di Lucrezio, e Laplace, donde il nome alternativo di modello di Kant-Laplace.
Il processo di formazione planetaria è strettamente legato a quello della formazione stellare, di cui costituisce un sottoprodotto. In accordo con il modello standard della formazione stellare, la nascita di una stella avviene attraverso il collasso di una nube molecolare, il cui prodotto è la protostella. Non appena la stella nascente conclude questa fase e fa ingresso nella pre-sequenza principale, il disco che ne ha mediato l'accrescimento diviene protoplanetario; la sua temperatura diminuisce, permettendo la formazione di piccoli grani di polvere costituiti da roccia (in prevalenza silicati) e ghiacci di varia natura, che a loro volta possono fondersi tra loro per dar luogo a blocchi di diversi chilometri, i planetesimi. Se la massa del disco è sufficientemente grande, in un lasso di tempo astronomicamente breve (100 000–300 000 anni) i planetesimi possono fondersi tra loro per dar luogo a embrioni planetari, detti protopianeti, i quali, in un arco temporale compreso tra 100 milioni e un miliardo di anni, vanno incontro ad una fase di violente collisioni e fusioni con altri corpi simili; il risultato finale sarà la formazione di alcuni pianeti terrestri.
La formazione dei giganti gassosi è invece un processo più complicato, che avverrebbe al di là della cosiddetta frost line, regione popolata da un gran numero di protopianeti ghiacciati più grandi di quelli esclusivamente rocciosi. Non è completamente chiaro cosa succeda in seguito alla formazione dei protopianeti ghiacciati; sembra tuttavia che alcuni di questi, in forza delle collisioni, crescano fino a raggiungere una massa di circa 10 masse terrestri – M⊕ –, superata la quale si innescherebbe un processo di accrescimento, simile a quello cui è andata incontro la stella ma su scala ridotta, a partire dall'idrogeno e dall'elio accumulatisi nelle regioni esterne del disco. Questa fase si conclude con l'esaurimento dei gas disponibili. Successivamente il pianeta subisce, in seguito alle interazioni col disco residuo, un processo di migrazione orbitale, più o meno accentuato a seconda dell'entità delle interazioni. Si ritiene che i giganti ghiacciati, come Urano e Nettuno, costituiscano dei "nuclei falliti", formatisi quando ormai gran parte dei gas erano stati esauriti.
Non tutte le stelle sono in grado di creare le condizioni necessarie per consentire la formazione di pianeti: infatti, le stelle più massicce, di classe O e B, emettono una quantità di radiazioni e vento tali da spazzare via completamente ciò che resta del disco di accrescimento, disperdendo dunque la materia prima per la formazione di nuovi pianeti.

## Storia

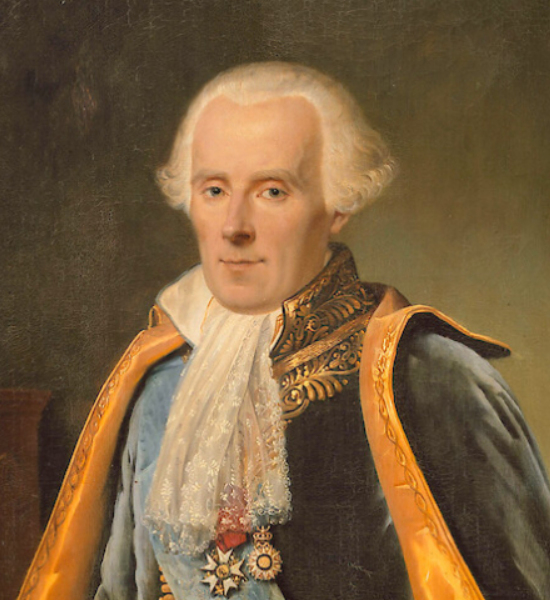
Pierre-Simon Laplace, che perfezionò l'ipotesi della nebulosa per spiegare la formazione del sistema solare.

L'ipotesi della nebulosa solare fu proposta per la prima volta nel 1734 da Emanuel Swedenborg e fu ripresa e sviluppata nel 1755 da Immanuel Kant, che conosceva bene i lavori di Swedenborg, e formulata indipendentemente da Pierre-Simon Laplace nel 1796. Tuttavia già Cartesio, nel 1644, aveva proposto una teoria simile, che ipotizzava la presenza di vortici primordiali di materia in contrazione caratterizzati da masse e dimensioni differenti; da uno dei più grandi ebbe origine il Sole, mentre dai più piccoli si formarono i pianeti, che a causa della rotazione globale si misero in orbita intorno ad esso.
L'ipotesi di Kant-Laplace suggerisce che il Sole e i pianeti che gli orbitano attorno abbiano tratto origine tutti da una stessa nebulosa primordiale, la nebulosa solare. La formazione del sistema avrebbe avuto inizio dalla contrazione della nebulosa, che avrebbe determinato un aumento della propria velocità di rotazione, facendo sì che essa assumesse un aspetto discoidale con un maggiore addensamento di materia in corrispondenza del suo centro, da cui sarebbe nato il proto-Sole. Il resto della materia circumsolare si sarebbe dapprima condensato in anelli, da cui poi avrebbero avuto origine i pianeti.
Sebbene abbia goduto di gran credito nel XIX secolo, l'ipotesi laplaciana non riusciva a spiegare alcune particolarità riscontrate, prima fra tutte la distribuzione del momento angolare tra Sole e pianeti: i pianeti infatti detengono il 99% del momento angolare, mentre il semplice modello della nebulosa prevede una più "equa" distribuzione del momento angolare tra Sole e pianeti; per questa ragione tale modello fu accantonato all'inizio del XX secolo.
La caduta del modello di Laplace stimolò gli astronomi a ricercare delle valide alternative in grado di sostituirlo. Nel corso del XX secolo furono proposte numerose teorie, tra cui la teoria dei planetesimi di Thomas Chamberlin e Forest Moulton (1901), il modello mareale di Jeans (1917), il modello dell'accrescimento di Otto Schmidt (1944), la teoria protoplanetaria di William McCrea (1960) e infine la teoria della cattura di Michael Woolfson. Tuttavia questi modelli spesso non trovarono alcun riscontro osservativo.
Gli insuccessi dei modelli alternativi e l'individuazione nel corso degli ultimi decenni del Novecento di strutture analoghe al disco protosolare attorno ad oggetti stellari giovani portarono alla rivalutazione dell'idea laplaciana. Nel 1978 Andrew Prentice riprese le idee di base del modello di Laplace formulandone una moderna revisione. La nascita dell'attuale teoria della formazione dei sistemi planetari, il Solar Nebular Disk Model (SNDM), si deve tuttavia all'astronomo sovietico Viktor Safronov, il cui lavoro ha avuto un'influenza duratura sul modo di pensare degli scienziati in merito alla formazione planetaria. Egli, nelle sue opere, formulò e risolse la gran parte dei maggiori problemi riscontrabili nella fisica del processo di formazione planetaria. Le idee di Safronov furono in seguito sviluppate nell'opera di George Wetherill, che scoprì il fenomeno dell'accrescimento galoppante.
Nonostante sia stato originariamente applicato solo al sistema solare, il modello della nebulosa è stato poi esteso, almeno in via teorica, a tutto l'universo; una sua conferma è venuta dalla scoperta, a partire dal 1995, di oltre 4000 pianeti al di fuori del sistema solare nella nostra galassia.

## Fase preliminare: la formazione della stella madre e del disco protoplanetario

### La nascita della stella

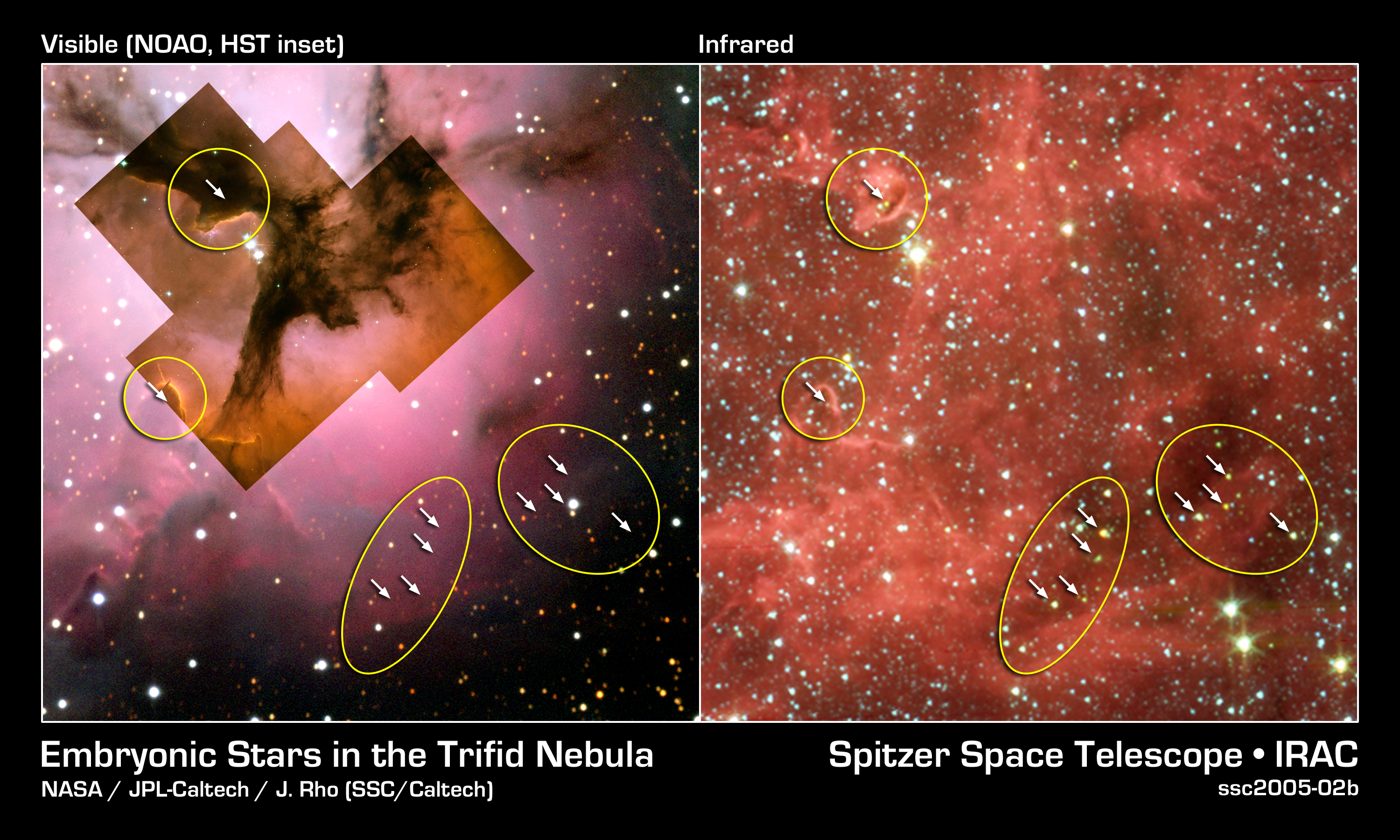
Immagine nel visibile e nell'infrarosso della Nebulosa Trifida, che mostra la presenza di numerose protostelle (segnalate dalle frecce) celate dai gas e dalle polveri della nube molecolare, che appaiono come punti luminosi nell'immagine infrarossa privi di controparte ottica.

Condizione preliminare necessaria perché possa generarsi un sistema planetario è la formazione della stella madre. Il modello che attualmente gode di maggior credito presso la comunità astronomica, detto modello standard della formazione stellare, prevede che una stella nasca a partire dal collasso gravitazionale e dalla frammentazione delle porzioni più dense (dette "nuclei") di una nube molecolare e dal successivo accrescimento dell'embrione stellare, originatosi dal collasso dei frammenti, a partire dai materiali presenti nella nube.
Una tipica nube molecolare gigante possiede una densità dell'ordine delle 100 particelle al cm³, un diametro di oltre 100 anni luce, una massa superiore al milione di masse solari (M☉) e una temperatura media, all'interno, di 10 K. La nube permane in uno stato di equilibrio dinamico finché l'energia cinetica del gas, che genera una pressione verso l'esterno, e l'energia potenziale della gravità, con verso centripeto, si equivalgono. Nel corso dei milioni di anni, tuttavia, i moti turbolenti interni del gas o influenze esterne (esplosioni di supernovae, interazioni tra galassie ecc.) determinano una maggiore suscettibilità al collasso gravitazionale e una frammentazione della nube in porzioni gerarchicamente sempre più piccole, finché i frammenti non raggiungono una massa stellare. Questi frammenti protostellari possiedono diametri dell'ordine dei 0,01–0,1 parsec (2 000–20 000 unità astronomiche - UA) e una densità di circa 10 000–100 000 particelle per cm³.
Il collasso iniziale di una nebulosa protostellare di massa solare dura circa 100 000 anni. Ogni nebulosa possiede all'inizio un certo quantitativo di momento angolare. Il gas presente nelle porzioni più centrali della nebulosa, il cui momento angolare è relativamente basso, va incontro ad una rapida compressione fino a formare un nucleo idrostatico caldo (non in contrazione), contenente solo una piccola frazione della massa complessiva della nebulosa, sul quale precipitano i gas residuati dal primo collasso; questo nucleo costituisce il primitivo embrione della futura stella. Man mano che il collasso prosegue, la velocità di rotazione del materiale in caduta libera incrementa in ossequio al principio di conservazione del momento angolare; di conseguenza il gas della nube non ricade direttamente sul nucleo centrale, ma viene costretto in una struttura discoidale, allineata col piano equatoriale dell'embrione, in cui la materia gradualmente spiraleggia verso il nucleo centrale in fase di accrescimento. Quando questa fase di accrescimento si arresta si ha la formazione della protostella. In questa fase, la protostella e il suo disco di accrescimento sono inosservabili in quanto fortemente oscurati da un inviluppo (o envelope) costituito dai gas e dalle polveri della nube, la cui opacità è così elevata da bloccare anche la radiazione millimetrica; alle lunghezze d'onda submillimetriche tali strutture appaiono invece come degli addensamenti brillanti. Gli astrofisici definiscono questa fase evolutiva della protostella come "classe 0". Il collasso è spesso accompagnato dall'emissione, lungo l'asse di rotazione della protostella, di getti bipolari, frutto forse dell'interazione del disco con le linee di forza del campo magnetico protostellare, che si dipartono dai poli della protostella probabilmente allo scopo di disperdere l'eccesso di momento angolare che altrimenti condurrebbe la protostella alla frammentazione. Tali getti sono spesso osservati nelle regioni di formazione stellare sotto forma di oggetti di Herbig-Haro.

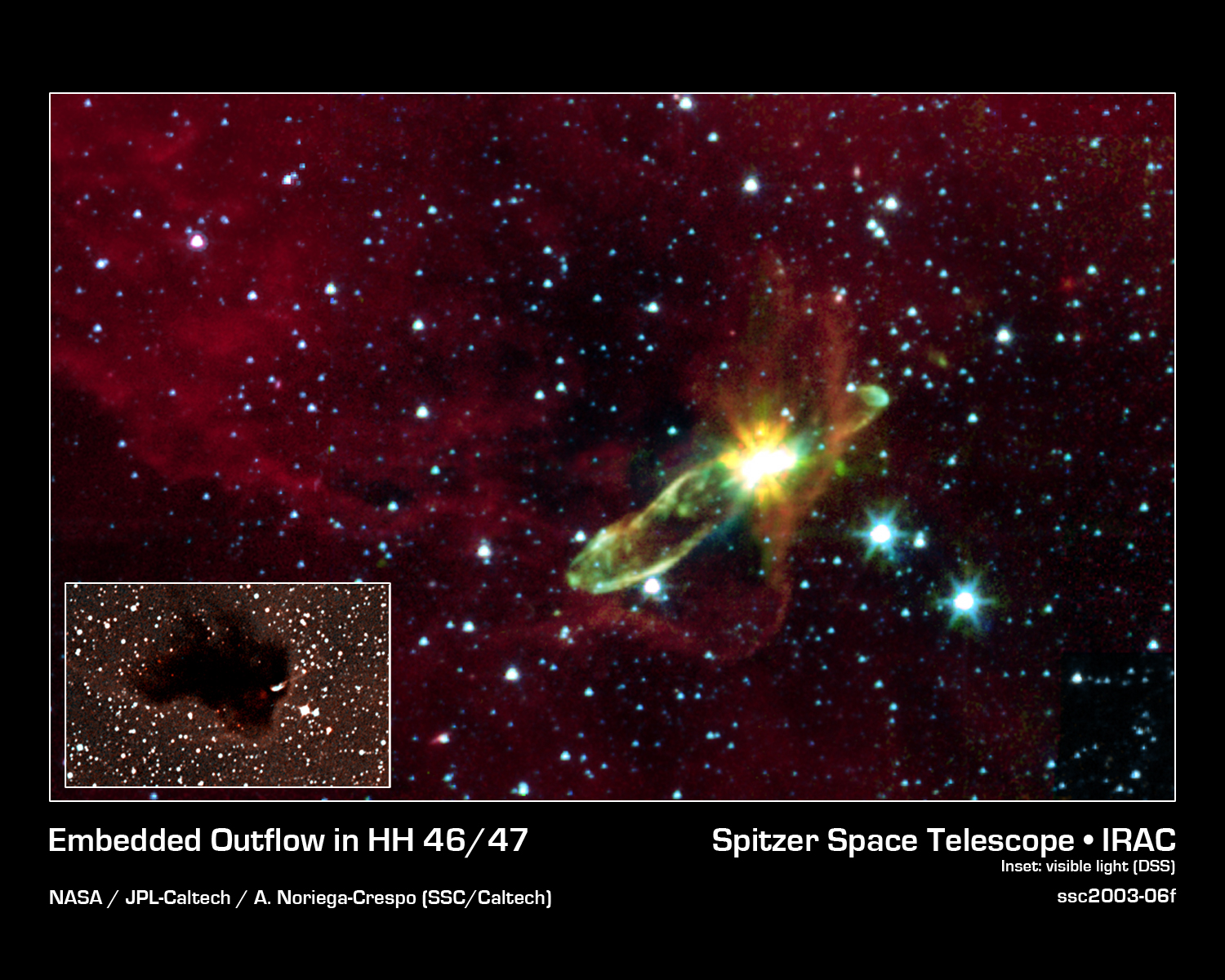
Immagine infrarossa ripresa dal telescopio spaziale Spitzer dei getti polari emessi nell'oggetto di Herbig-Haro HH 46/47.

La luminosità di una protostella di classe 0 è elevata: una protostella di massa solare può irradiare fino a 100 volte il quantitativo di energia irradiato dal Sole. La principale fonte energetica della protostella è il collasso stesso, dato che in questa fase ancora precoce la protostella non fonde idrogeno.
Man mano che prosegue la caduta verso il disco del materiale dell'inviluppo, esso diviene sempre più trasparente otticamente, rendendo osservabile l'oggetto stellare giovane dapprima nell'infrarosso lontano, quindi nel visibile. A questo punto, circa 100 000 anni dopo l'inizio del collasso, la stella inizia a fondere un isotopo dell'idrogeno, il deuterio. L'oggetto diviene così una stella T Tauri ed entra a far parte della classe I. La stella nascente ha già acquisito gran parte della sua massa definitiva: la massa complessiva del disco e dell'inviluppo residuo non supera il 10–20% della massa dell'oggetto centrale.
Circa un milione di anni dopo l'inviluppo scompare, essendo stato completamente assorbito dal disco, mentre la giovane T Tauri al suo centro diviene ben visibile. La massa del disco intorno ad una T Tauri classica corrisponde a circa l'1–3% della massa della giovane stella, e determina un suo ulteriore accrescimento al ritmo di 10−7–10−9 masse solari all'anno; spesso è presente una coppia di getti polari perpendicolari al piano del disco. Il processo di accrescimento spiega tutte le particolarità delle T Tauri classiche: intensi flussi (fino al 100% della luminosità della stella) e intense linee di emissione presenti nel suo spettro. La fase di T Tauri classica si conclude dopo una decina di milioni di anni, tempo necessario perché nel nucleo siano raggiunte le condizioni di temperatura e pressione adatte all'innesco della fusione dell'idrogeno pròzio; la stella entra così nella sequenza principale.

### Dal disco di accrescimento al disco protoplanetario

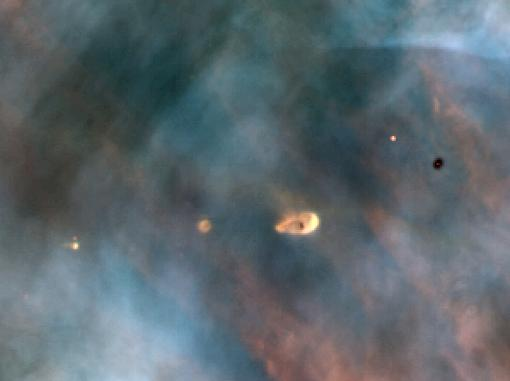
Un disco protoplanetario attorno ad una giovanissima stella nata nella Nebulosa di Orione.

Come si è visto, la presenza di un disco circumstellare è una conseguenza della necessità della stella in formazione di disperdere l'eccesso di momento angolare; di conseguenza, è una struttura che si forma precocemente durante la formazione stellare, ma risulta inosservabile per buona parte delle fasi iniziali per via dell'opacità dei gas e delle polveri circostanti. Il disco di una protostella di classe 0 è un tipico disco di accrescimento, massiccio e caldo, con una temperatura che facilmente supera i 400 K entro 5 UA e i 1 000 K entro 1 UA. Tali temperature, dovute al riscaldamento determinato dalla dissipazione delle turbolenze viscose interne e dal moto di caduta libera del gas verso il centro, fanno sì che gli elementi più volatili, come l'acqua, diversi composti organici e alcune rocce, evaporino, relegandoli nelle regioni più periferiche del disco e lasciando nelle regioni interne i materiali a più alto punto di sublimazione, come il ferro.
Il principale problema nella fisica dei dischi di accrescimento concerne le modalità che conducono alla formazione delle turbolenze e i meccanismi responsabili delle alte viscosità riscontrate. La viscosità turbolenta è ritenuta responsabile del trasferimento di massa dall'inviluppo gassoso verso la protostella centrale e del momento angolare verso la periferia del disco; quest'ultima condizione è vitale perché l'accrescimento possa proseguire, dal momento che il gas può accrescere la protostella solo se questa perde gran parte del proprio momento angolare. Il risultato di questo processo è la crescita sia della protostella sia del raggio del disco, che può raggiungere anche 1 000 UA se il momento angolare iniziale della nebulosa è sufficientemente grande. Vasti dischi sono normalmente osservati in molte regioni di formazione stellare, come la Nebulosa di Orione.

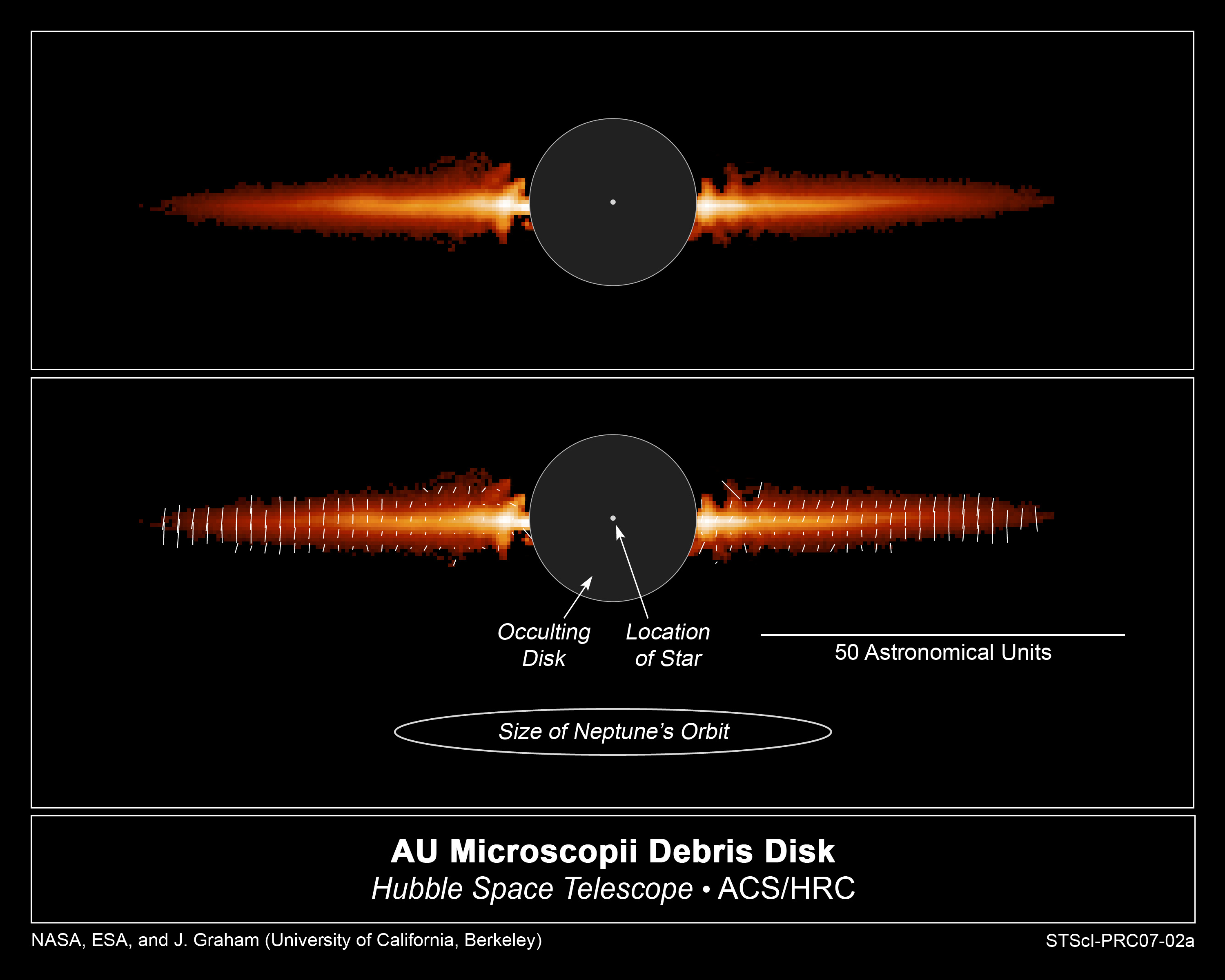
Il disco che circonda la stella AU Microscopii osservato dal telescopio spaziale Hubble.

La vita dei dischi d'accrescimento è di circa 10 milioni di anni. Quando la stella nascente raggiunge la fase di T Tauri classica, il disco diviene più sottile e si raffredda, permettendo ai materiali meno volatili presenti nelle regioni più interne, come i silicati, di condensare ed eventualmente cristallizzare, formando dei granuli di polvere grandi 0,1–1 µm. Il disco diviene così protoplanetario. Il trasferimento della materia dalle regioni più esterne verso il centro del disco permette ai granuli di nuova formazione di "mescolarsi" con quelli preesistenti provenienti dalla periferia, che contengono materia organica e altri materiali volatili. Questo fenomeno spiegherebbe alcune peculiarità nella composizione dei corpi minori del sistema solare, come la presenza di residui di polvere interstellare nei meteoriti più antichi e inclusioni refrattarie nelle comete.
L'instabilità gravitazionale del disco può determinarne la frammentazione in cospicui ammassi, i più densi dei quali possono collassare, determinando la rapida formazione (si stima in circa 1 000 anni) di alcuni giganti gassosi o persino nane brune. Sembra però che questo meccanismo di formazione planetaria sia appannaggio solamente dei dischi più massicci (0,3 M☉, per raffronto in media i dischi hanno una massa di 0,01–0,03 M☉); dal momento che dischi con simili masse sono rari, tale meccanismo risulta alquanto infrequente.
Dal momento che i planetesimi sono estremamente numerosi e ampiamente distribuiti lungo il disco, alcuni di questi non partecipano alla formazione di pianeti. Oggi si ritiene che gli asteroidi e le comete costituiscano ciò che resta di antichi planetesimi frammentatisi a causa delle numerose collisioni succedutesi nel tempo.
Diversi possono essere i motivi che conducono alla scomparsa dei dischi protoplanetari: il loro assorbimento da parte della stella madre che si accresce o l'espulsione di materiale tramite i getti bipolari; l'effetto Poynting-Robertson; come conseguenza della fotoevaporazione da parte della radiazione UV emessa dalla stella centrale durante la fase di T Tauri o da stelle vicine. Il gas della porzione centrale può inoltre andare ad accrescere i pianeti in formazione oppure essere espulso da questi, mentre le polveri più leggere vengono spazzate via dalla pressione di radiazione della stella centrale. Il risultato finale sarà o la formazione di un sistema planetario o di un disco di detriti residui, oppure non ne rimarrà nulla, nell'eventualità che non sia stata possibile la formazione di planetesimi.

## Fasi della formazione dei pianeti
Migliaia di anni

Milioni di anni

### Riorganizzazione del disco protoplanetario e formazione dei planetesimi

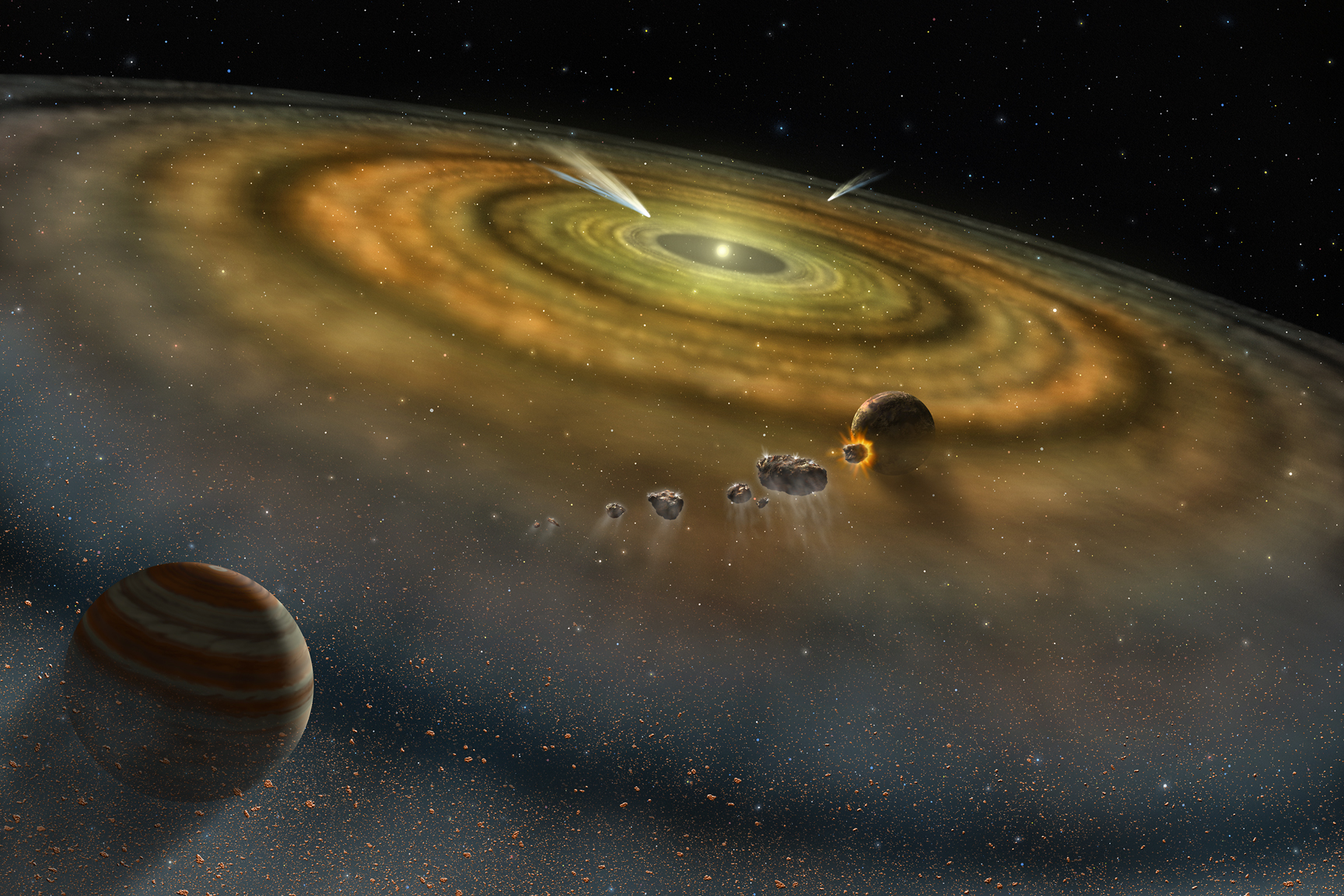
Rappresentazione artistica del disco di gas e polveri che circonda un sistema planetario in formazione.

Le particelle di polvere interagiscono con i gas presenti nel disco; i grani più grandi del millimetro orbitano attorno alla stella ad una velocità superiore al gas, il quale esercita un effetto di frenamento che li costringe a percorrere un'orbita a spirale verso il centro del disco. Man mano che procedono verso il centro, i granuli di polvere si riscaldano e, giunti in corrispondenza di un preciso punto del sistema, la coltre di ghiaccio d'acqua che li riveste sublima. La regione in cui ciò avviene prende il nome di frost line o limite della neve e delimita il sistema in una regione interna, ove prevalgono le rocce, e una regione esterna, in cui invece si ha una prevalenza di materiali volatili allo stato solido.
In corrispondenza della frost line le molecole d'acqua tendono ad accumularsi sui grani; si hanno così delle ripercussioni nelle proprietà dei gas, che determinano un abbassamento della pressione che viene compensato da un incremento della velocità di rotazione del gas. I grani di polvere in questo modo non subiscono più un rallentamento, bensì un'accelerazione che ne rallenta la ricaduta verso il centro del sistema. Ciò determina un progressivo accumulo delle polveri in corrispondenza della frost line, che favorisce le collisioni tra i granuli e la formazione di corpi di dimensioni maggiori, fino ad alcuni centimetri, alcuni dei quali proseguono nella loro avanzata verso le regioni interne del disco. Segni di questa fase si osservano analizzando all'infrarosso lo spettro del disco. Ulteriori processi di aggregazione conducono alla formazione di blocchi rocciosi di dimensioni dell'ordine del chilometro, i planetesimi, considerati i "mattoni" dei futuri pianeti.
Alcune recenti teorie ritengono improbabile che i planetesimi possano formarsi dalla collisione di pochi corpi di grandi dimensioni, per via del fatto che possiederebbero campi gravitazionali esigui e le interazioni elettrostatiche perderebbero di valore per corpi di dimensioni superiori a pochi centimetri. Per tale ragione, sarebbe più probabile che i planetesimi si formino dalla coalescenza di tanti piccoli corpi spinti dalla loro stessa gravità, simulando un collasso gravitazionale in piccola scala.

### Formazione dei protopianeti
In seguito alla loro formazione, i planetesimi vanno incontro ad un processo noto come accrescimento galoppante (in inglese runaway accretion), così detto perché il tasso di crescita della massa è proporzionale a R4~M4/3, dove R ed M sono rispettivamente il raggio e la massa del corpo in crescita. Dal momento che la velocità di accrescimento aumenta all'aumentare della massa, i corpi di dimensioni maggiori crescono più rapidamente e a spese dei corpi più piccoli. Questa fase dura tra i 10 000 e i 100 000 anni e si conclude quando i corpi di dimensioni maggiori raggiungono circa i 1 000 km di diametro. Il progressivo rallentamento della velocità di accrescimento è determinato dalle perturbazioni gravitazionali esercitate dai corpi più grandi sui restanti planetesimi, causando in aggiunta l'arresto della crescita dei corpi più piccoli.

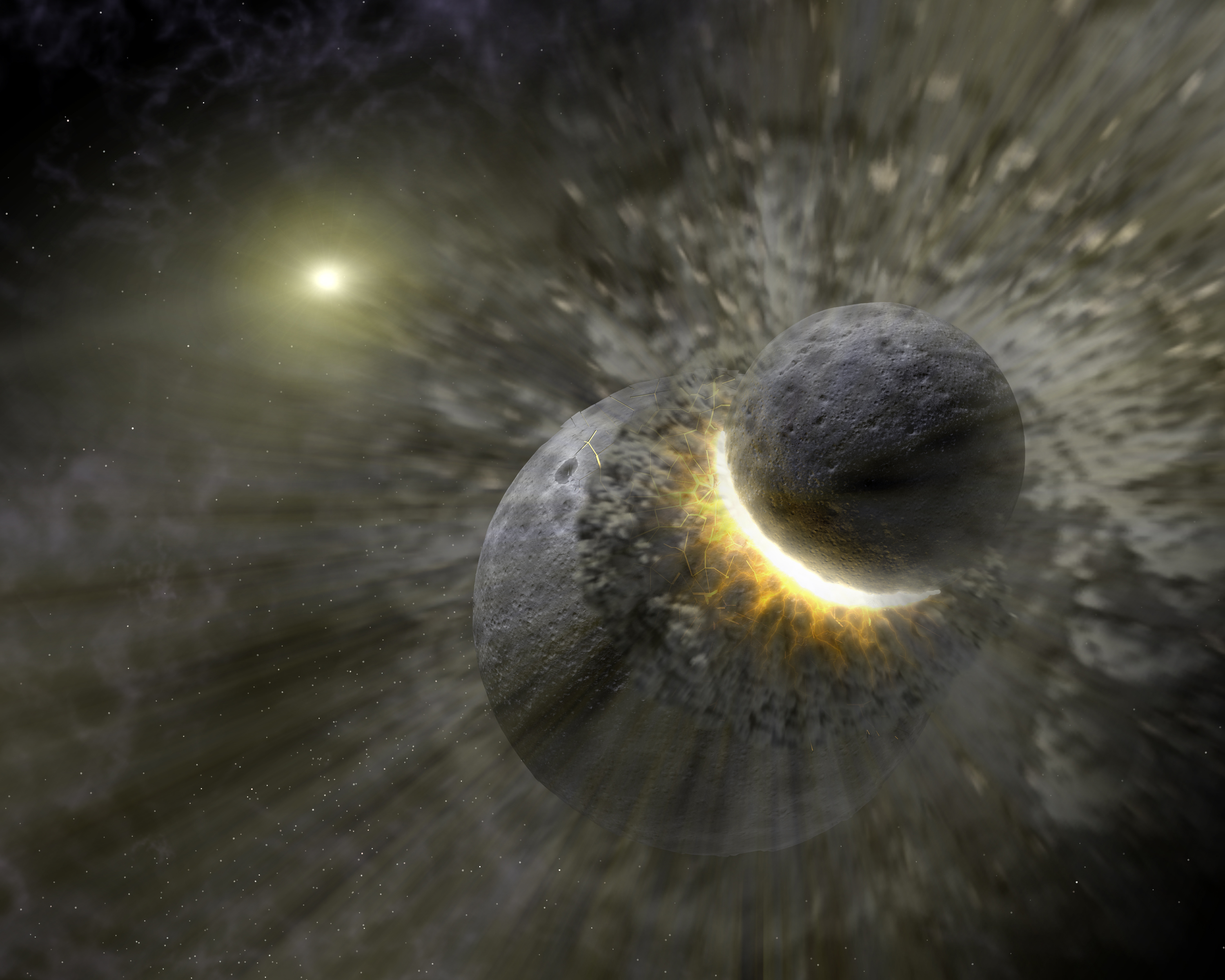
Rappresentazione artistica dell'urto di due protopianeti rocciosi all'interno di un disco protoplanetario.

La fase successiva è l'accrescimento oligarchico (oligarchic accretion) e deve il suo nome al fatto che il disco interno appare dominato da poche centinaia di corpi di grandi dimensioni (soprannominati oligarchi) che continuano lentamente ad accrescere inglobando planetesimi; il termine "oligarchi" è giustificato anche dal fatto che nessun altro corpo eccetto loro può continuare ad accrescere la propria massa. In questa fase la velocità di accrescimento è proporzionale a R2, che deriva dalla sezione dell'oligarca; il tasso di accrescimento specifico è proporzionale a M−1/3 e diminuisce all'aumentare della massa dell'oggetto, permettendo agli oligarchi più piccoli di raggiungere i più grandi. Gli oligarchi sono mantenuti ad una distanza di circa 10·Hr l'uno dall'altro dall'influenza gravitazionale dei planetesimi residui, mentre eccentricità ed inclinazioni orbitali permangono piccole. Gli oligarchi continuano a crescere finché vi è disponibilità di planetesimi nelle loro vicinanze; accade talvolta che oligarchi vicini si fondano. La massa finale di un oligarca dipende dalla distanza dalla stella centrale e dalla densità di planetesimi nelle vicinanze e prende il nome di "massa di isolamento". Il risultato della fase oligarchica è la formazione di circa 100 corpi di massa compresa tra quella della Luna e quella di Marte, uniformemente sparsi a circa 10·Hr. Si ritiene che questi corpi risiedano all'interno di lacune del disco e che siano separati gli uni dagli altri da sottili anelli di planetesimi residui. Questa fase durerebbe poche centinaia di migliaia di anni e porta alla formazione di un certo numero di embrioni planetari, o protopianeti.

### Pianeti gassosi
La formazione dei giganti gassosi è un problema di rilievo nelle scienze planetarie. Due teorie in proposito sono state formulate nell'ambito del modello della nebulosa solare. La prima, il modello dell'instabilità del disco (disk instability model), prevede che i giganti gassosi si formino a partire dalla frammentazione, sotto l'azione della gravità, di dischi protoplanetari massicci (si veda anche il paragrafo Dal disco di accrescimento al disco protoplanetario), dai quali possono avere origine anche delle nane brune, considerate una via di mezzo tra pianeti e stelle. Il secondo modello proposto è il modello dell'accrescimento del nucleo (core accretion model) o modello dell'instabilità dei nuclei (nucleated instability model); quest'ultimo sembra essere il modello più attendibile, dal momento che spiega come si formino dei giganti gassosi a partire da dischi relativamente poco massicci (<0,1 M⊙). In questo modello la formazione dei pianeti giganti è suddivisa in due fasi: a) accrescimento di un nucleo di circa 10 M⊕; b) accrescimento del gas sul nucleo a partire dai gas del disco protoplanetario.

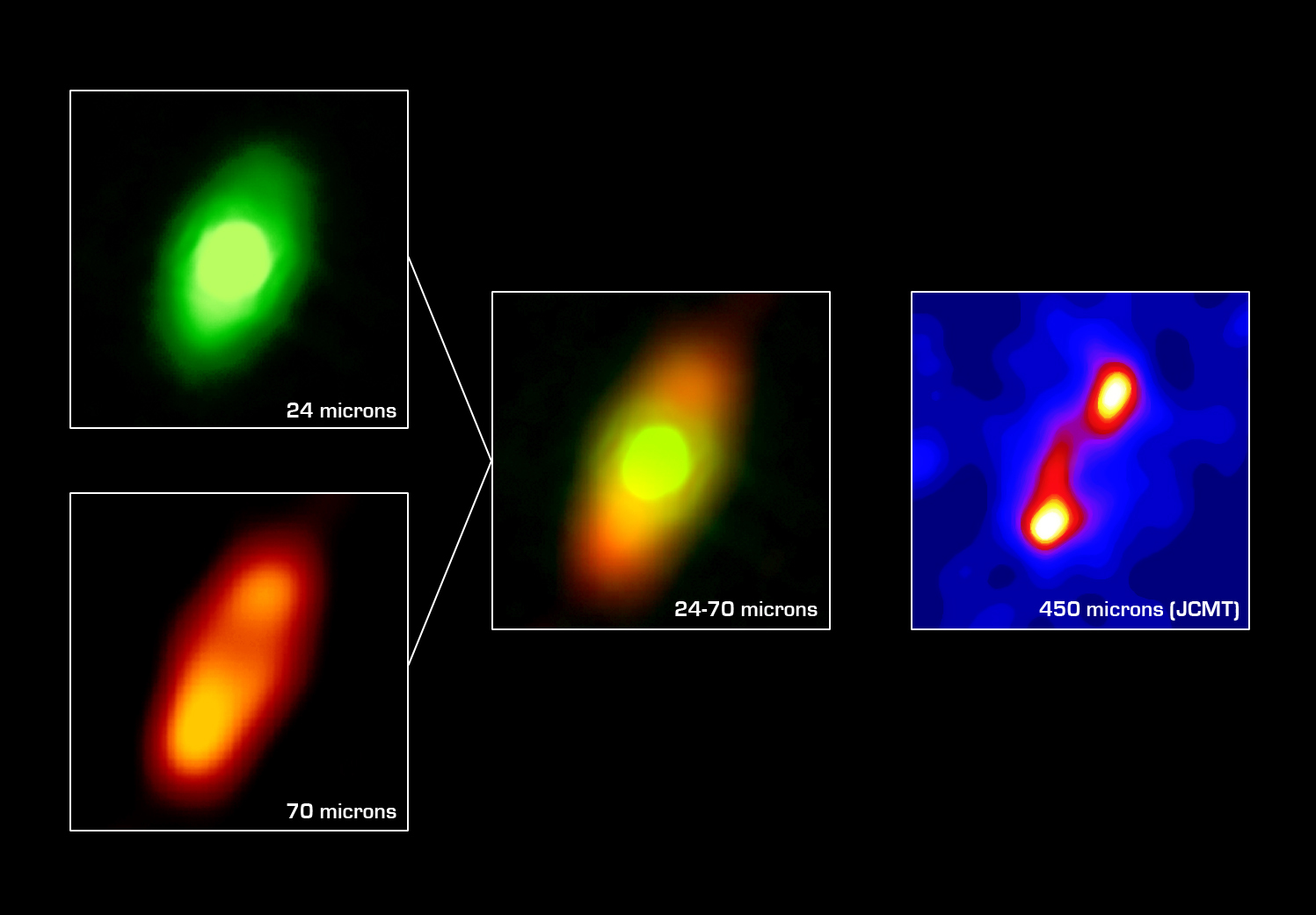
Immagine che illustra il disco orbitante attorno alla stella Fomalhaut. Le asimmetrie sono causate dalla presenza di almeno un pianeta gigante gassoso in fase avanzata di formazione.

Si ritiene che la formazione del nucleo di un gigante gassoso proceda grossomodo come la formazione dei pianeti terrestri: i planetesimi vanno incontro ad una fase di accrescimento galoppante cui segue una fase di accrescimento oligarchico; le ipotesi non prevedono una fase di fusione, a causa della bassa probabilità di collisione tra i protopianeti nelle regioni esterne del sistema planetario. Un'altra differenza è costituita dalla composizione dei planetesimi: infatti, i planetesimi da cui avranno origine i giganti gassosi si formano al di là della frost line e sono costituiti principalmente da ghiacci, con un rapporto ghiaccio:roccia di 4:1. La frost line riveste una grande importanza nella genesi dei pianeti gassosi, dal momento che agisce da barriera provocando un rapido accumulo di materia appena al di là di essa.
I modelli mostrano tuttavia che dai dischi meno massicci, in grado comunque di dar luogo a pianeti terrestri, possono formarsi solamente dei nuclei di 1–2 M⊕ a 5 UA dalla stella (distanza simile a quella che separa Giove dal Sole nel sistema solare) nell'arco di 10 milioni di anni, tempo che rappresenta la durata media dei dischi attorno a stelle simili al Sole. Diverse soluzioni sono state proposte per spiegare la formazione di nuclei di 10 M⊕: un incremento della massa del disco (almeno dieci volte); migrazione dei protopianeti, che consente a questi di aggregare molti più planetesimi; infine incremento del tasso di accrescimento in seguito all'innescarsi di fenomeni di resistenza fluidodinamica negli involucri gassosi degli embrioni planetari. La combinazione di alcune delle soluzioni appena proposte può spiegare la formazione dei nuclei da cui hanno avuto origine pianeti come Giove e Saturno; la formazione di pianeti simili a Urano e Nettuno è invece più problematica, dal momento che nessuna teoria è stata in grado di spiegare la formazione in situ dei loro nuclei ad una distanza media dalla stella di 20–30 UA. Per risolvere la questione si è ipotizzato che i loro nuclei inizialmente si siano formati nella regione di Giove e Saturno e che successivamente, in seguito alle interazioni gravitazionali, siano stati sospinti più esternamente fino alle loro attuali orbite.
Raggiunta una massa sufficiente (5–10 M⊕), i nuclei iniziano a sottrarre i gas residui dal disco. Il processo prosegue inizialmente a regime ridotto, fino al raggiungimento di circa 30 M⊕ in pochi milioni di anni; quindi il tasso di accrescimento subisce una forte accelerazione (accrescimento galoppante o runaway accretion), che porta ad accumulare il restante 90% della massa definitiva del pianeta in circa 10 000 anni. L'accrescimento del gas si arresta all'esaurimento della materia prima, il che avviene quando una lacuna si apre nel disco protoplanetario. Stando a questo modello, i "giganti ghiacciati" (ovvero Urano e Nettuno) costituiscono dei "nuclei falliti", che hanno iniziato ad accrescere il gas troppo tardi, quando era in gran parte già stato o incorporato dagli altri due pianeti o espulso dal sistema a causa del vento solare.
La fase successiva all'accrescimento galoppante è caratterizzata dalla migrazione dei pianeti neoformati e da una continua ma più lenta aggregazione di una quota ridotta di gas. La migrazione è causata dalle interazioni tra i pianeti e il disco residuo, il cui attrito determina un decadimento dell'orbita, che spesso porta a un enorme avvicinamento del pianeta alla stella, come nel caso dei pianeti gioviani caldi ("Giovi caldi" o Hot Jupiters), giganti gassosi che orbitano ad una distanza ridotta dalla loro stella (spesso molto inferiore a quella che separa Mercurio dal Sole).

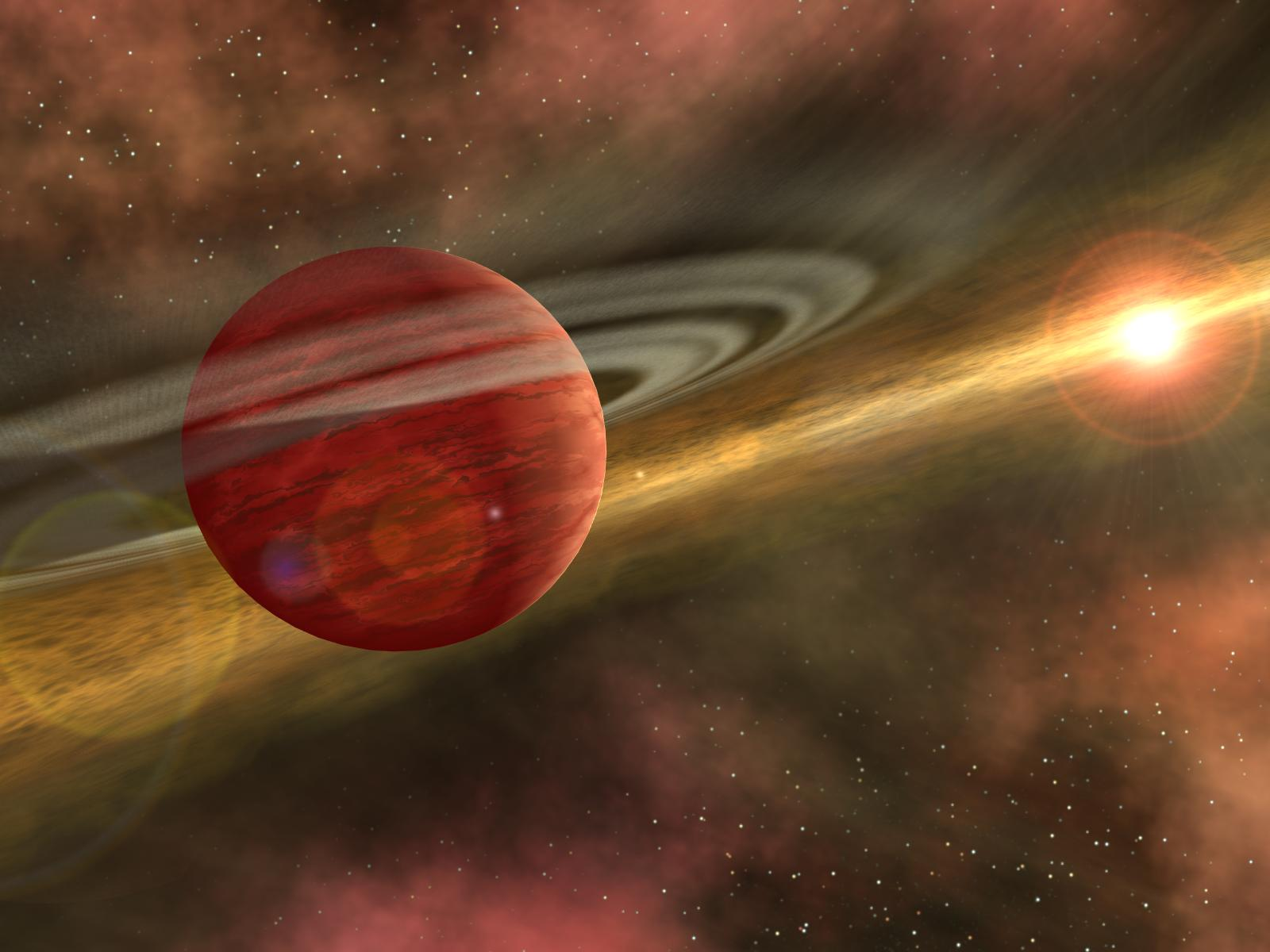
Rappresentazione artistica di un pianeta mentre orbita in una lacuna all'interno di un disco protoplanetario.

I giganti gassosi esercitano un'ulteriore influenza sulla regione prospiciente dei pianeti rocciosi: le orbite degli embrioni di questi ultimi possono raggiungere eccentricità così elevate da favorire un loro incontro ravvicinato con un pianeta gassoso ed eventualmente, a causa dell'effetto fionda gravitazionale, da determinarne l'espulsione dal sistema planetario; qualora tutti i protopianeti rocciosi andassero incontro a tale destino non si formerà alcun pianeta di questo tipo. Una conseguenza di una tale situazione è che permane un alto numero di planetesimi, dal momento che i giganti gassosi sono incapaci di assorbirli tutti senza l'aiuto dei protopianeti rocciosi. La massa complessiva dei planetesimi rimanenti è comunque relativamente esigua, dal momento che l'azione combinata degli embrioni dei pianeti rocciosi (prima che siano espulsi) e dei pianeti giganti è abbastanza intensa da rimuovere il 99% degli oggetti più piccoli. Tale regione potrà successivamente evolversi fino a formare una cintura asteroidale analoga alla fascia principale del sistema solare, collocata tra 2 e 4 UA dal Sole.
Circa il 25% degli Hot Jupiters conosciuti, come WASP-17 b, sembra possedere un'orbita retrograda rispetto al verso di rotazione della stella madre. Le ragioni di tale fenomeno sono state spiegate tramite simulazioni computerizzate in cui vengono prese in considerazione le perturbazioni gravitazionali che un pianeta posto in un'orbita esterna esercita su un pianeta più interno ma comunque localizzato ai margini della frost line. Tali perturbazioni sono deboli ma si sommano lungo un arco temporale molto lungo, determinando due sostanziali modificazioni: da una parte, l'accentuazione del decadimento dell'orbita del pianeta più interno, che diviene molto stretta; dall'altra, l'inversione del verso di rivoluzione; quest'ultimo fenomeno si verifica perché tra le due orbite si ha uno scambio di momento angolare e, in aggiunta, il pianeta interno perde ulteriore energia in seguito alle interazioni mareali con la stella.

### Pianeti rocciosi
I pianeti rocciosi si formano nella porzione più interna del disco protoplanetario, internamente alla frost line, dove la temperatura è abbastanza alta da evitare la condensazione dei materiali volatili (come l'acqua), determinando dunque dapprima la formazione di granuli di polvere rocciosa e quindi la formazione di planetesimi rocciosi. Per una stella simile al Sole, si ritiene che simili condizioni si verifichino nelle 3–4 UA più interne del disco.

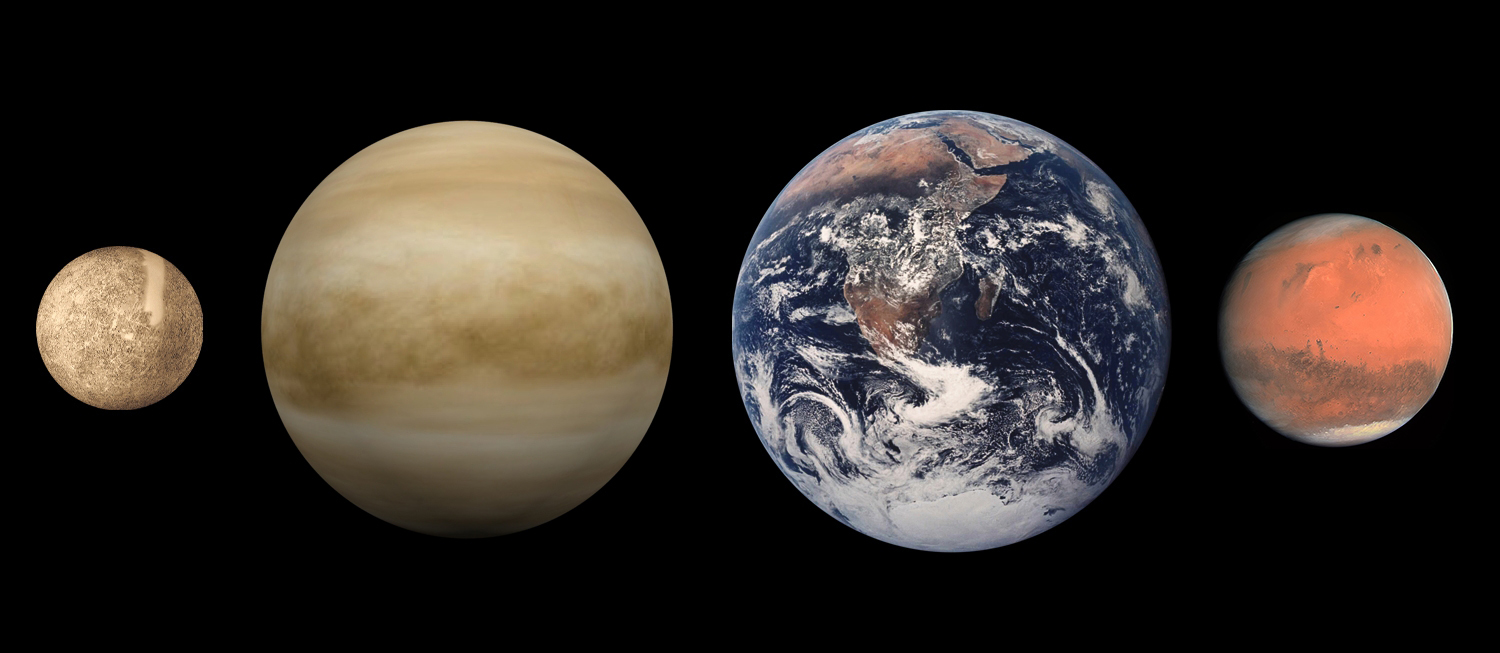
I quattro pianeti rocciosi del sistema solare in un fotomontaggio che ne rispetta le proporzioni dei diametri ma non delle distanze. Da sinistra a destra: Mercurio, Venere, la Terra e Marte.

Dopo le fasi di accrescimento galoppante e crescita oligarchica, si ha la formazione di un esiguo numero di protopianeti con una massa di isolamento che arriva a 0,1 masse terrestri M⊕ (equivalente alla massa di Marte). Successivamente i protopianeti più massicci iniziano a perturbarsi l'un l'altro facendo sì che le loro orbite divengano caotiche; ha così inizio la fase finale della formazione dei pianeti rocciosi, che prende il nome di fase di fusione (merger stage). Durante questa fase i protopianeti espellono i restanti planetesimi e collidono vicendevolmente, andando a formare, nel corso di 10–100 milioni di anni, un numero limitato di corpi di massa terrestre, secondo le simulazioni tra 2 e 5. Nel sistema solare, il risultato di questa fase può essere rappresentato dalla Terra e da Venere: si stima che la formazione di entrambi i pianeti abbia richiesto la fusione di circa 10–20 protopianeti, mentre un numero pressoché uguale di protopianeti sarebbe stato espulso dal sistema; Marte e Mercurio invece potrebbero essere dei protopianeti minori sopravvissuti alla formazione degli altri due pianeti. Dopo aver terminato questa fase di fusione, i pianeti rocciosi si stabiliscono in orbite più o meno stabili, il che spiega come mai certi sistemi, quale quello individuato intorno a Kepler-11, risultino molto compatti.
La formazione delle super Terre, pianeti rocciosi di massa compresa tra 1,9 e 10 M⊕, avverrebbe secondo modalità simili, soprattutto per quanto riguarda le super Terre povere d'acqua; le ipotetiche super Terre ricche in acqua, i cosiddetti "pianeti oceanici", si formerebbero invece al di là della frost line, come accade per i giganti gassosi, ma la loro massa sarebbe insufficiente ad attrarre le cospicue quantità di gas che caratterizzano i pianeti giganti.
Una grande influenza sulla formazione dei pianeti rocciosi è esercitata da eventuali giganti gassosi presenti nel sistema. La presenza di pianeti giganti tende infatti ad incrementare l'eccentricità e l'inclinazione dei planetesimi e dei protopianeti presenti internamente alla frost line; d'altro canto però, se si formano troppo precocemente, possono rallentare o impedire l'accrescimento di pianeti più interni. Se invece si formano quasi al termine della fase oligarchica, come sembra sia accaduto nel sistema solare, influenzeranno la fusione degli embrioni planetari rendendola più violenta: il risultato sarà la formazione di un numero inferiore pianeti rocciosi ma più massicci. Inoltre, le dimensioni della zona dei pianeti rocciosi risulterà più compatta, dal momento che essi si formeranno più vicini alla stella centrale. Si ritiene che nel sistema solare l'influenza dei pianeti giganti, in particolare Giove, sia stata limitata dal momento che essi sono abbastanza lontani dai pianeti terrestri.

### Migrazione e assestamento delle orbite
Una volta formati, i pianeti vanno incontro ad una riorganizzazione delle orbite fino al raggiungimento di una configurazione stabile nel tempo. Perché ciò possa verificarsi, spesso i pianeti sono costretti a migrare, vale a dire subire un cambiamento di alcuni parametri orbitali, in particolare del semiasse maggiore.
Sono descritti due tipi di migrazione orbitale. La migrazione di tipo I coinvolge i pianeti rocciosi, i quali emettono delle onde di densità a spirale mentre si muovono all'interno del disco residuo. Il verificarsi di uno squilibrio nella forza delle interazioni tra il gas e le onde anteriormente e posteriormente al pianeta, con queste ultime che esercitano una forza di torsione maggiore, determina una perdita di momento angolare da parte dell'oggetto e una sua conseguente rapida migrazione verso l'interno. La migrazione di tipo II vede coinvolti invece i giganti gassosi, capaci di aprire delle lacune all'interno del disco in grado di arrestare una migrazione secondo il primo tipo. Tuttavia, l'afflusso di materiale del disco nella lacuna determina comunque una perdita di momento angolare, che causa un ulteriore decadimento dell'orbita e della lacuna. Questa fase si conclude quando il disco scompare oppure quando i pianeti migranti hanno raggiunto il bordo interno del disco, come nel caso dei pianeti gioviani caldi.

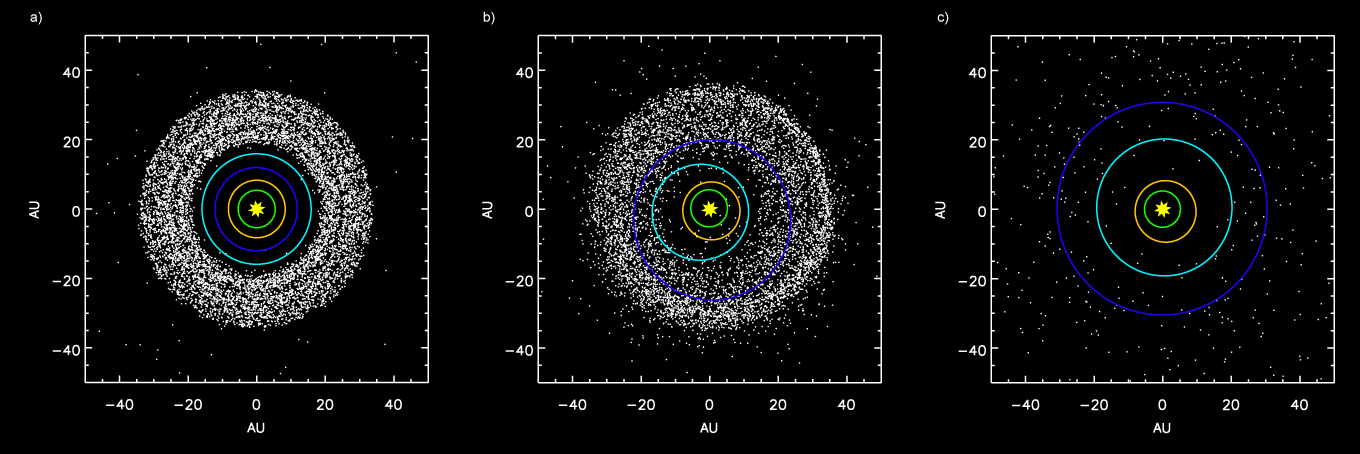
Una serie di immagini che mostra i reciproci rapporti tra i pianeti esterni e la cintura di planetesimi del sistema solare secondo il modello di Nizza: a) configurazione primitiva, prima dell'instaurarsi della risonanza 2:1 tra Giove e Saturno; b) dispersione dei planetesimi nel sistema solare interno in seguito allo scambio orbitale tra Nettuno (blu scuro) e Urano (blu chiaro); c) dopo l'espulsione dei planetesimi ad opera dei pianeti.

In seguito, dopo la dissipazione di ciò che resta del disco protoplanetario, i pianeti, e in particolare i giganti gassosi, interagiscono tra loro causando delle modificazioni nei parametri orbitali; una delle conseguenze del fenomeno è il cosiddetto scattering gravitazionale, che determina un allargamento delle orbite. Un fenomeno simile sarebbe avvenuto nel sistema solare ed è descritto dal modello di Nizza: originariamente, i pianeti esterni del sistema solare percorrevano orbite più vicine al Sole, con raggi compresi tra ~5,5 e ~17 UA; al di là del pianeta più esterno si estendeva una vasta e densa cintura di planetesimi fino a circa 35 UA. Dopo alcune centinaia di milioni di anni di lenta e graduale migrazione, i due giganti più interni, Giove e Saturno, si assestarono in una risonanza orbitale 2:1; l'instaurarsi di questo fenomeno ha comportato un aumento delle loro eccentricità orbitali, destabilizzando l'intero sistema planetario: l'arrangiamento delle orbite planetarie si è alterato con drammatica rapidità. Giove ha spinto Saturno verso l'esterno, nella sua attuale posizione; questa ricollocazione ha causato delle mutue interazioni gravitazionali tra il pianeta e i due giganti ghiacciati, costretti ad assumere orbite più eccentriche. In questo modo i due pianeti si sono addentrati nella cintura planetesimale esterna, scambiandosi di posizione e perturbando violentemente le orbite di milioni di planetesimi, scagliandoli via dalla cintura; si stima che in questo modo il disco esterno abbia perso il 99% della sua massa iniziale. Alcuni dei planetesimi scagliati via dai giganti ghiacciati sono stati sospinti nel sistema solare interno, provocando un incremento degli impatti nei pianeti rocciosi, il cosiddetto intenso bombardamento tardivo. La migrazione dei pianeti più esterni e le interazioni con Giove spiegano le caratteristiche delle regioni più esterne del sistema solare: secondo il modello, gli oggetti costretti da Giove in orbite altamente ellittiche andarono a formare la nube di Oort, serbatoio della gran parte delle comete del sistema solare, mentre gli oggetti vincolati da Nettuno durante la sua migrazione andarono a costituire l'attuale cintura di Kuiper e il disco diffuso.

## Significato diaccrescimento

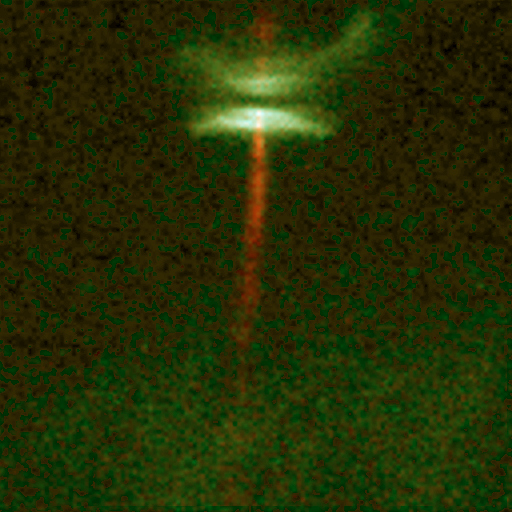
Il disco di accrescimento dell'oggetto di Herbig-Haro HH 30 nel Toro, distante 450 a.l. dal sistema solare. Dal disco si propaga un flusso molecolare bipolare, una struttura comune in simili formazioni.

Nell'accezione primaria, il termine "accrescimento" identifica il processo che porta all'incremento di massa di un corpo celeste che, per gravità, attira su di sé il materiale gassoso circostante che, in seguito al principio di conservazione del momento angolare, andrà a disporsi in un disco circumstellare. Talvolta al disco protoplanetario ci si riferisce come "disco di accrescimento", perché anche se la stella nascente si trova ormai nella fase di T Tauri il materiale gassoso può ancora precipitare su di essa dal bordo più interno del disco contribuendo ad incrementarne ulteriormente la massa. L'utilizzo del termine "disco di accrescimento" al posto di "disco protoplanetario" è quindi frequente causa di confusione tra questa prima accezione e il processo di accrescimento planetario: in quest'ultimo contesto, per "accrescimento" si intende il processo che a partire dai granuli di polvere e ghiaccio, che orbitano attorno nel disco circumstellare alla stella in formazione, conduce alla loro graduale fusione nei planetesimi e da questi, in seguito a plurime collisioni, porta alla formazione dei protopianeti.
Inoltre, i giganti gassosi stessi, durante la loro formazione, attraversano una fase di accrescimento inteso nel significato primario del termine, ovvero le nubi di idrogeno ed elio catturate dal protopianeta si contraggono e si schiacciano andando a formare un vero e proprio disco di accrescimento, da cui poi potrà residuare un sistema di satelliti.

## Questioni aperte

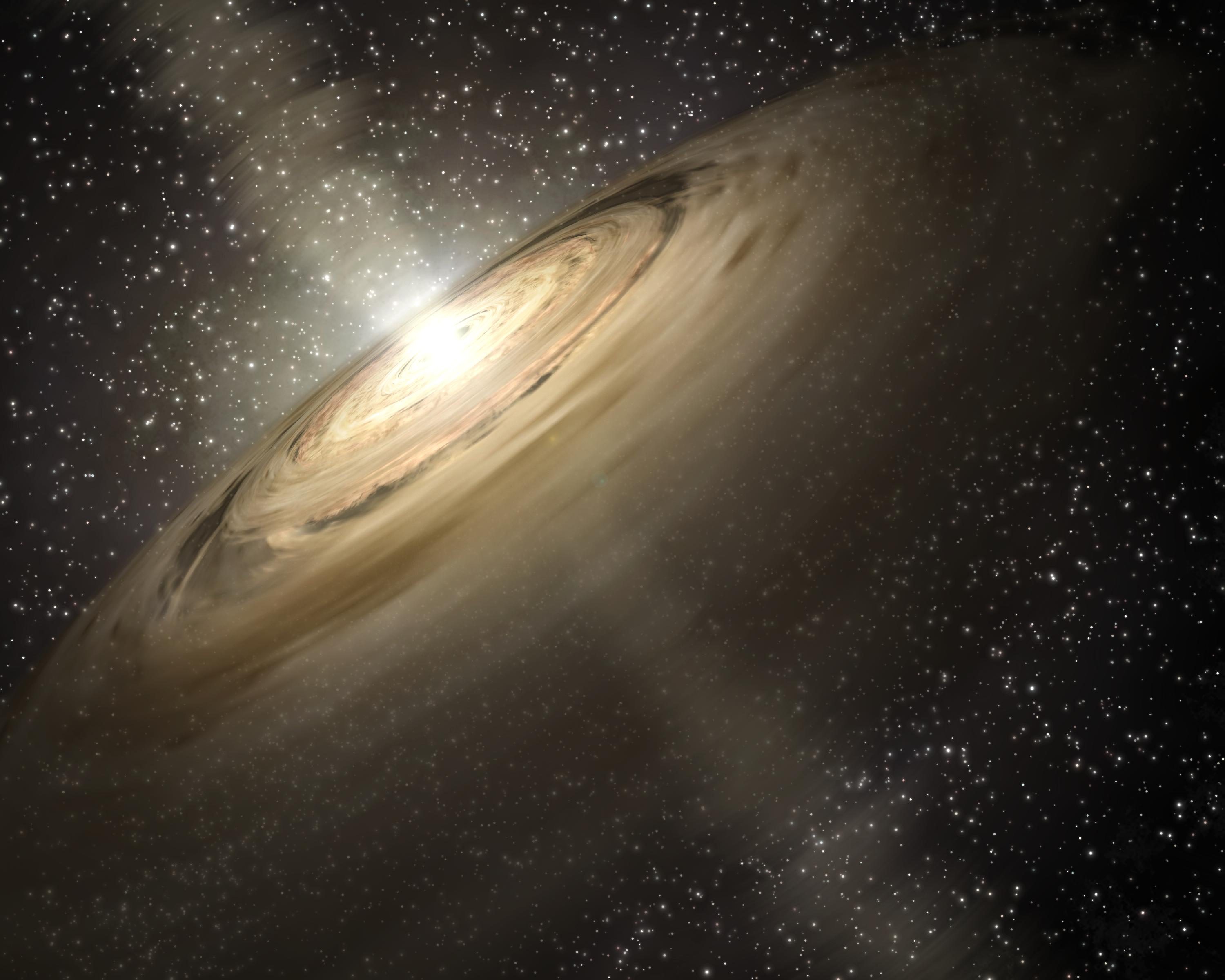
Un'immagine artistica che rappresenta la formazione di un sistema planetario.

Numerose questioni sulla fisica dei dischi di accrescimento/protoplanetari sono ancora in attesa di risposta, la più importante delle quali concerne le modalità che consentono alla materia in accrescimento sulla protostella di perdere il suo eccesso di momento angolare; sembra che questa grandezza fisica sia trasportata verso le porzioni più esterne del disco, ma i precisi meccanismi non sono ancora ben compresi. Inoltre è ancora poco noto il processo o i processi che conducono alla scomparsa del disco.
La formazione dei planetesimi è un'altra importante questione irrisolta, per il fatto che il semplice accumulo delle polveri diviene inefficace quando le particelle di polvere divengono più grandi. Una possibile spiegazione è fornita dall'instabilità gravitazionale. Particelle di diversi centimetri di diametro o più grandi vanno a costituire, all'interno del piano del disco, un sottile ma denso strato dello spessore di circa 100 km; tale accumulo è però gravitazionalmente instabile e pronto a frammentarsi in numerosi ammassi più piccoli che a loro volta possono collassare per formare i planetesimi. Questo meccanismo sembra fornire una spiegazione sul perché certe stelle possiedano una corte di pianeti, mentre altre non presentano nemmeno dischi residui.
Un'altra questione aperta riguarda la formazione dei giganti gassosi: le teorie attuali non sono in grado di spiegare esaurientemente in che modo i loro nuclei si formano così velocemente da accumulare in breve tempo quantità significative di gas dal disco in fase di dissolvimento: la durata media dei dischi, inferiore a 107 anni, sembra assai più breve del tempo necessario per la formazione dei nuclei. Un altro problema riguardante i giganti gassosi è la loro migrazione: alcune simulazioni mostrano che le interazioni con il disco causerebbero uno spostamento verso l'interno troppo rapido, tale da perturbare le orbite degli eventuali pianeti rocciosi in formazione.

## Curiosità
Rudolf Steiner nella sua Scienza dello Spirito parla dell’evoluzione spirituale della Terra ipotizzando un’evoluzione simile a quella ipotizzata da Kant e Laplace, con la differenza che la nube primordiale non era costituita di gas ma di calore. Inoltre quel moto gravitazionale che avrebbe poi distaccato e aggregato i primi pianeti sarebbe sorto a causa dell’azione delle gerarchie spirituali. La teoria in sé, secondo Steiner, proverrebbe dalle scuole occulte del Medioevo.

### Testi generici
- H. Reeves, L'evoluzione cosmica, Milano, Rizzoli–BUR, 2000, ISBN 88-17-25907-1.
- AA.VV, L'Universo - Grande enciclopedia dell'astronomia, Novara, De Agostini, 2002.
- M. Hack, Dove nascono le stelle. Dalla vita ai quark: un viaggio a ritroso alle origini dell'Universo, Milano, Sperling & Kupfer, 2004, ISBN 88-8274-912-6.
- J. Gribbin, Enciclopedia di astronomia e cosmologia, Milano, Garzanti, 2005, ISBN 88-11-50517-8.
- W. Owen, Atlante illustrato dell'Universo, Milano, Il Viaggiatore, 2006, ISBN 88-365-3679-4.

### Testi specialistici
- (EN) S. Chandrasekhar, Principles of Stellar Dynamics, New York, Dover, 2005 (1ª ed. 1942), ISBN 0-486-44273-X.
- (EN) Martin Schwarzschild, Structure and Evolution of the Stars, Princeton University Press, 1958, ISBN 0-691-08044-5.
- (EN) Robert G. Aitken, The Binary Stars, New York, Dover Publications Inc., 1964.
- (EN) C. J. Lada, N. D. Kylafits, The Origin of Stars and Planetary Systems, Kluwer Academic Publishers, 1999, ISBN 0-7923-5909-7.
- (EN) Dina Prialnik, An Introduction to the Theory of Stellar Structure and Evolution, Cambridge University Press, 2000, ISBN 0-521-65065-8.
- (EN) L. Hartmann, Accretion Processes in Star Formation, Cambridge University Press, 2000, ISBN 0-521-78520-0.
- (EN) T. Padmanabhan, Theoretical Astrophysics: Stars and Stellar Systems Vol. 2, Cambridge University Press, 2001,  p. 594, ISBN 0-521-56631-2.
- A. De Blasi, Le stelle: nascita, evoluzione e morte, Bologna, CLUEB, 2002, ISBN 88-491-1832-5.
- (EN) M. Salaris, Evolution of stars and stellar populations, a cura di S. Cassisi, John Wiley and Sons, 2005,  pp. 108-109, ISBN 0-470-09220-3.
- Vittorio Castellani, Fondamenti di Astrofisica Stellare, Bologna, Zanichelli, 2006.